# Centro (Santa Luzia)
Centro é um bairro da cidade de Santa Luzia, em Minas Gerais.
É o segundo bairro mais antigo da cidade, seu povoamento começou após a grande enchente no Século XVII que fez que os moradores da época procurassem um lugar mais alto para se proteger. Tudo começou, em 1692, durante o ciclo do ouro. Uma expedição dos remanescentes da bandeira de Borba Gato implantou o primeiro núcleo da Vila, as margens do Rio das Velhas, no qual se fazia garimpo de ouro de aluvião. Em 1695 uma grande enchente do rio destruiu todo o povoado, localizado próximo ao atual bairro de Bicas, então o pequeno vilarejo mudou-se para o alto da colina, onde hoje, é o Centro Histórico da cidade. Em 1697, ergueu-se o definitivo povoado, que recebeu o nome de Bom Retiro.
A principal rua do bairro é a Rua Direita, com seus grandes casarões históricos, além das igrejas monumentais. No alto do morro temos o Santuário de Santa Luzia do qual se vê em quase toda extensão da cidade.

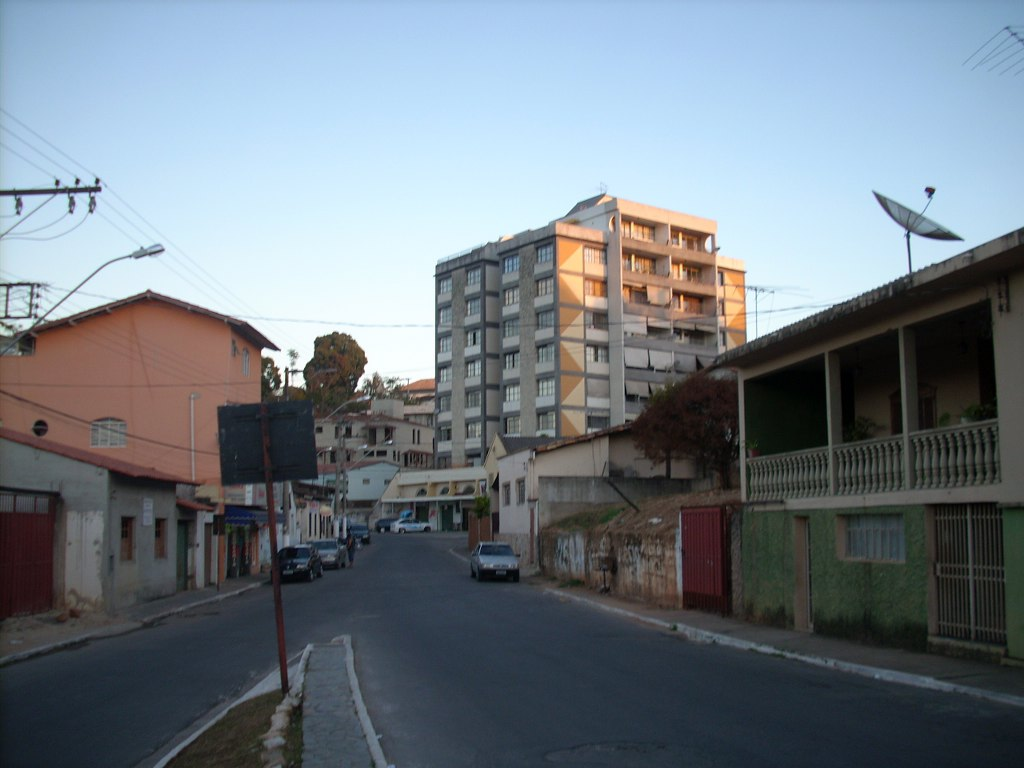
Vista da Rua Floriano Peixoto no bairro Centro